# هریسون رید
هریسون رید (انگلیسی: Harrison Reed؛ زادهٔ ۲۷ ژانویهٔ ۱۹۹۵) ورزشکار اهل بریتانیا است.
از باشگاه‌هایی که در آن بازی کرده‌است می‌توان به باشگاه فوتبال ساوت‌همپتون اشاره کرد.
وی همچنین در تیم‌های ملی فوتبال England U19 England U20 بازی کرده است.